# Monte Conness

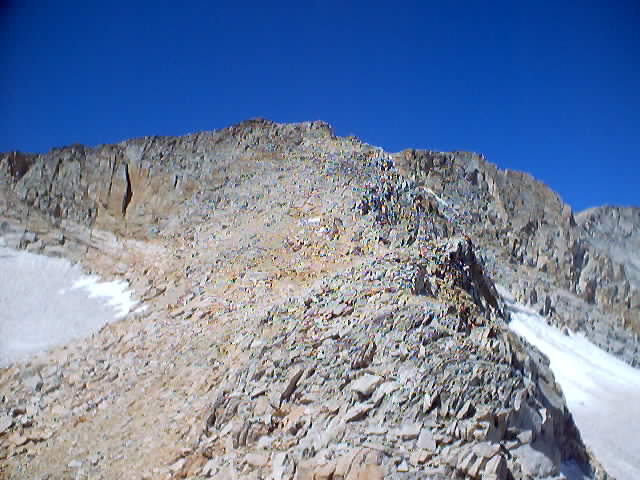
Melhor patrimônio natural que já ví...este sim

O Monte Conness (em inglês:  Mount Conness) é uma montanha da Sierra Nevada, a oeste da Área Natural de Hall, mais exactamente na fronteira entre a Floresta Nacional de Inyo e o Parque Nacional de Yosemite, na Califórnia, Estados Unidos. O Glaciar Conness estende-se directamente a este do pico.  Esta montanha deve o seu nome a John Conness (1821-1909), um irlandês chegado aos EUA em 1833, membro da legislatura da Califórnia (1853-1854, 1860-1861) e senador por este estado (1863-1869).